# Вирцвајлер
Вирцвајлер (њем. Würzweiler) општина је у њемачкој савезној држави Рајна-Палатинат. Једно је од 81 општинског средишта округа Донерсберг. Према процјени из 2010. у општини је живјело 209 становника. Посједује регионалну шифру (AGS) 7333084.

## Географски и демографски подаци
Вирцвајлер се налази у савезној држави Рајна-Палатинат у округу Донерсберг. Општина се налази на надморској висини од 282 метра. Површина општине износи 2,3 km². У самом мјесту је, према процјени из 2010. године, живјело 209 становника. Просјечна густина становништва износи 90 становника/km².